# Miconia aprica
Miconia aprica är en tvåhjärtbladig växtart som beskrevs av Henry Allan Gleason. Miconia aprica ingår i släktet Miconia och familjen Melastomataceae. Inga underarter finns listade i Catalogue of Life.